# Здитів (Здитівська сільська рада)
Зди́тів (біл. Зьдзі́тава, пол. Zdzitów, діал. Зди́тув) — село (агромістечко) в Березівському районі Берестейської області, центр Здитівської сільської ради. Конкурує за звання давньоруського міста зі ще одним селом Здитів, що знаходиться на 17 кілометрів східніше.[джерело?] Лежить на українській етнічній території.
Населення 510 осіб (2009).

## Географія
Здитів знаходиться за 7 кілометрів на південь від міста Берези й у 12 кілометрах на захід від Білоозерська. Село розтяглося вздовж західного берегу річки Ясельди (басейн Дніпра). Поблизу Здитова проходять траси республіканського значення М1 (європейський маршрут E30) та Р84. Найближча залізнична станція — Береза-Картузька, у 8 кілометрах від села.

## Історія
Після третього поділу Речі Посполитої (1795) Здитів та прилеглі землі перейшли до складу Російської імперії. У середині XIX століття село перебувало у Пружанському повіті Гродненської губернії й належало поміщику Януарію Микульському.
За Ризьким мирним договором (1921) село було передане до Польської республіки, за адміністративним поділом підпорядкувавшись Пружанському повіту Поліського воєводства. Після Договору про дружбу та кордони між СРСР та Третім Рейхом Здитів опинився у складі Білоруської РСР.